# Tylototriton shanjing
Tylototriton shanjing, comunemente noto come tritone imperatore, tritone mandarino o salamandra mandarina, è una specie di tritone appartenente alla sottofamiglia Pleurodelinae, altamente tossico e originario dello Yunnan e di alcune parti della Cina meridionale. La specie è relativamente diffusa anche in cattività ed è disponibile per la vendita in alcuni negozi di animali specializzati in rettili e anfibie, occasionalmente, tramite allevatori.

## Descrizione
Il tritone imperatore può crescere fino a 20 centimetri di lunghezza. Ha una testa arancione scanalata con un corpo più scuro, quasi nero, con una singola cresta arancione che corre lungo la schiena fino alla punta della coda. Questa cresta dorsale è parallela a una fila di protuberanze circolari arancioni su entrambi i lati del corpo: queste sono le ghiandole velenifere. La coda e le zampe sono della stessa tonalità di arancione, che può variare in base alla popolazione, alla dieta, alla distribuzione, ecc.
Il tritone imperatore si nutre di piccoli invertebrati del suo ambiente, come grilli e vermi. Gli esemplari in cattività vengono solitamente nutriti con vermi della cera, grilli e lombrichi.

### Tossicità
Il tritone imperatore potrebbe sembrare una preda facile a causa dei suoi movimenti lenti, quasi svogliati; tuttavia, la colorazione arancione brillante che mostra è, in natura, generalmente un avvertimento per i potenziali predatori che l'animale è velenoso, persino letale, se ingerito o morso. Questo vivido sistema di avvertimento a colori è prevalente in anfibi, rettili, invertebrati, alcuni pesci e piante, così come in molti tipi di funghi che sono tossici se ingeriti. Le protuberanze arancioni presenti lungo il dorso sono le ghiandole velenifere dell'animale; quando il tritone viene afferrato, le punte delle costole spremono fuori il veleno da queste ghiandole. I tritoni imperatori hanno abbastanza tossina da uccidere circa 7 500 topi. Pertanto, la maggior parte degli animali più grandi evitano questo tritone. Inoltre, è generalmente notturno e difficile da trovare. Se un animale tenta di morderlo, la parte superiore delle vertebre e il cranio del tritone hanno ossa particolarmente spesse. Sebbene velenosi se mangiati o se la loro tossina viene ingerita, questi tritoni sono generalmente sicuri per la manipolazione umana, a condizione che vengano tenuti con cura e delicatezza e non più spesso di quanto sia assolutamente necessario. Idealmente, si dovrebbero indossare guanti di lattice o nitrile senza polvere. Le mani devono essere lavate accuratamente prima e dopo la manipolazione, anche se si indossano i guanti, non solo per motivi igienici (come la presenza di Salmonella e altri agenti patogeni), ma anche per la salute del tritone stesso. Tutti gli anfibi hanno una pelle altamente permeabile; quindi è fondamentale lavarsi e asciugarsi accuratamente le mani prima e dopo aver maneggiato qualsiasi anfibio (o anche rettile), anche se si indossano guanti o altri dispositivi di protezione per le mani.

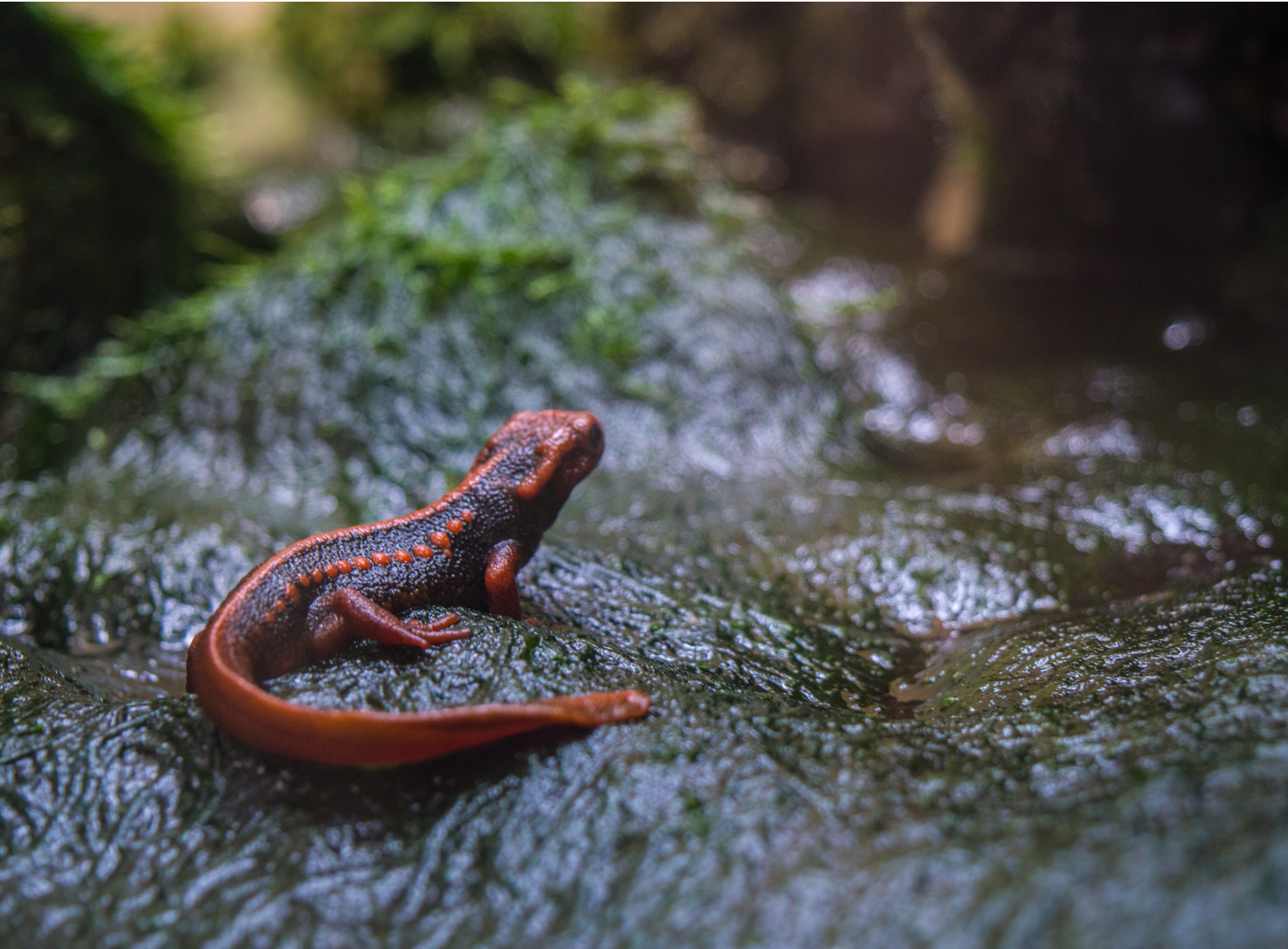
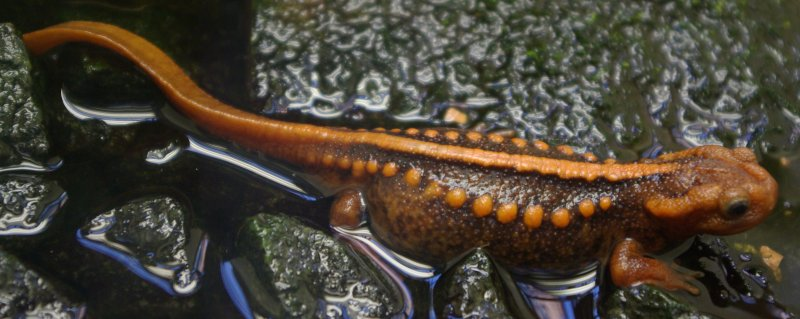
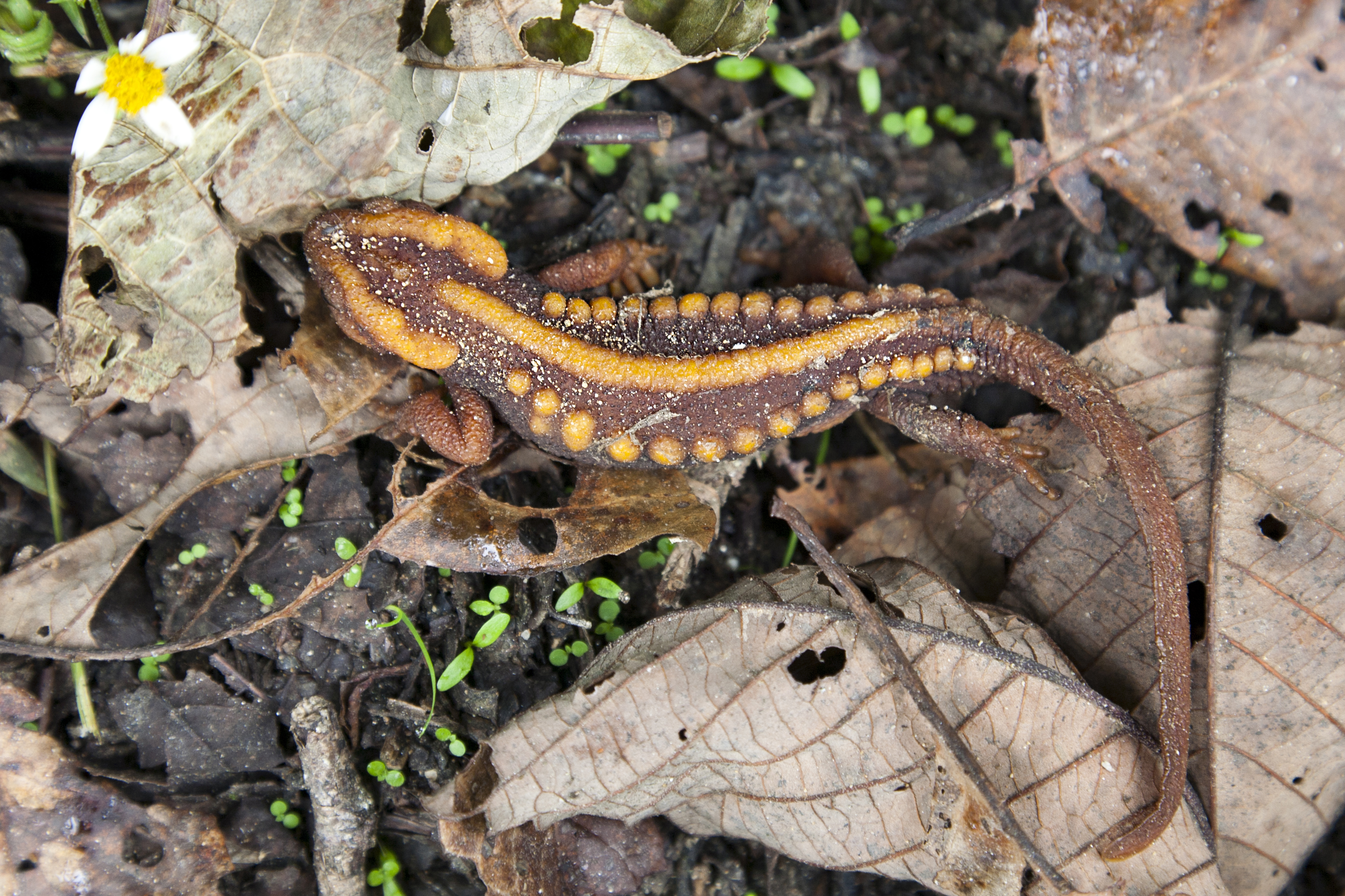
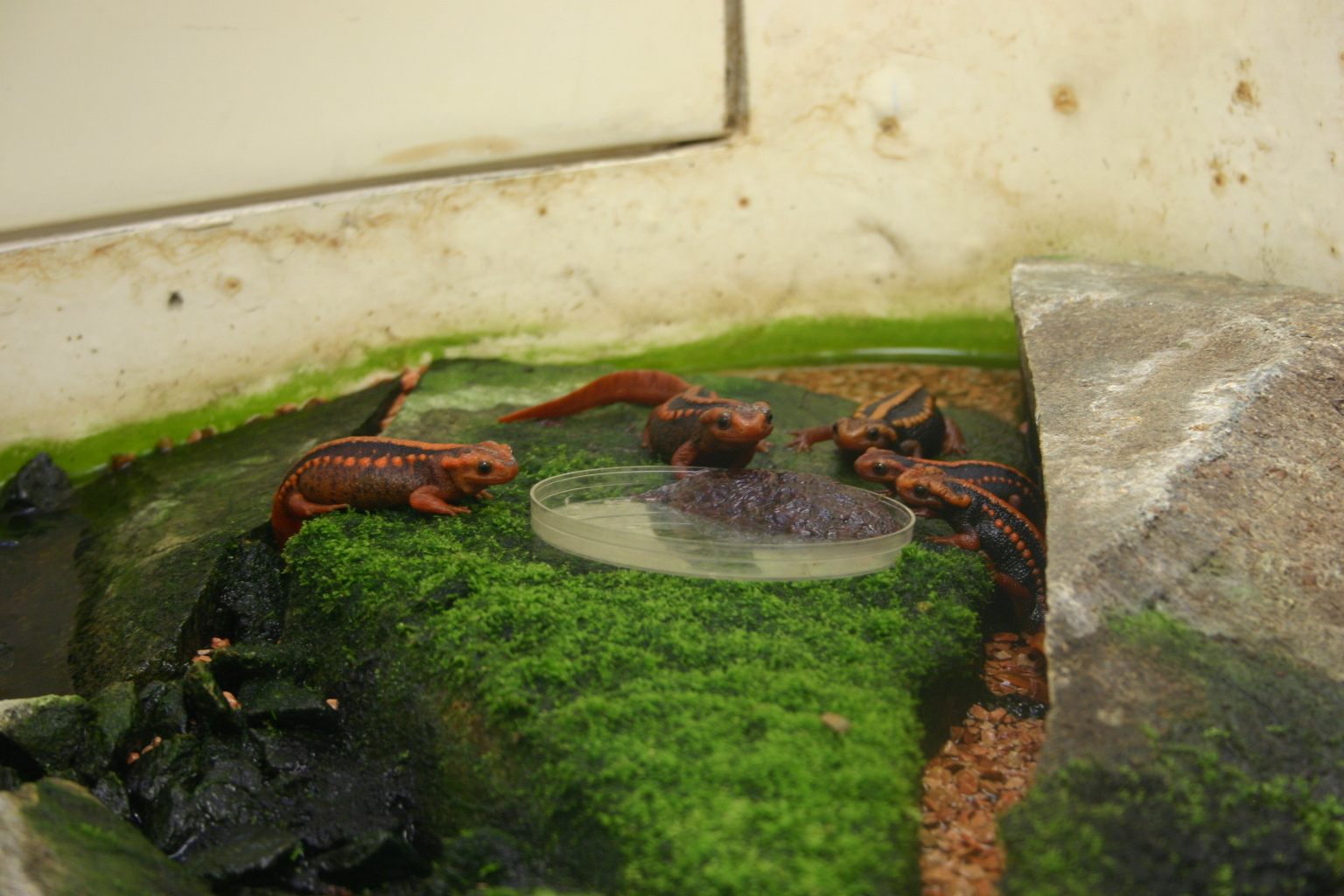

## Distribuzione e habitat
I tritoni imperatori vivono nello Yunnan centrale, occidentale e meridionale, in Cina, tra i 1 000 e i 2 500 metri sopra il livello del mare.
Questa specie predilige stagni e corsi d'acqua lenti nelle foreste subtropicali.

## Tassonomia
Per lungo tempo, il tritone imperatore è stato classificato insieme al tritone himalayano (T. verrucosus).